# Comuna Zelenkivka, Ciutove
Zelenkivka (în ucraineană Зеленківка) este o comună în raionul Ciutove, regiunea Poltava, Ucraina, formată din satele Iunakî, Smorodșciîna, Toibik și Zelenkivka (reședința).

## Demografie
Componența lingvistică a comunei Zelenkivka
     Ucraineană (95,14%)
     Rusă (4,57%)
     Alte limbi (0,29%)
Conform recensământului din 2001, majoritatea populației comunei Zelenkivka era vorbitoare de ucraineană (95,14%), existând în minoritate și vorbitori de rusă (4,57%).